# Ксав'є Герберт
Ксав'є Герберт (англ. Xavier Herbert, Херберт, повне ім'я — Ксав'є (Зев'є) Альфред Френсіс; *15 травня 1901, Порт-Хедленд, Західна Австралія, Австралія — 10 листопада 1984, м. Кернс, Квінсленд, Австралія) — австралійський письменник, найбільше відомий романом Poor Fellow My Country (1975), за який того ж року дістав Премію Майлз Франклін; вважається одним зі старших творців австралійської літератури; також відомий збірками оповідань та автобіографією Disturbing Element.

## Біографія
Народився як Альфред Джексон (Alfred Jackson ) в 1901 році в Порт-Хедленді (Західна Австралія) і був позашлюбною дитиною.
Перш ніж стати письменником, працював на багатьох роботах у Західній Австралії та Вікторії; його перша робота була в аптеці, коли йому було 14 років.
Після першої світової війни поїхав до Мельбурна й розпочав свою письменницьку кар'єру, хоча свою першу книжку — Capricornia не зміг видати до 1938 року. Цей роман — «Капрікорнія» — частково базувався на власному досвіді Герберта, коли він був адвокатом-протектором австралійських тубільців (Protector of the Aborigines) у Дарвіні, хоча написаний твір був у Лондоні між 1930 і 1932 роками.
Навчався у Мельбурнському університеті.
1940—50-і роки були відносно «скупими» для Герберта з точки зору публікацій. Він видав роман «Сім ему» (Seven Emus, 1959). У 1960-х роках він опублікував дві книги — «Бідолаха моя країна» (Poor Fellow My Country, 1975), а також збірник оповідань.
Герберт був добре відомий своїми відвертими поглядами на проблеми австралійських тубільців. Письменник щиро співчував і, головне, намагався, допомогти корінним австралійцям, особливо мешканцям «місій» у Квінсленді та Північній території.
Ксав'є Герберт помер у 1984 році у віці 83 років.

## З творчості
Ксав'є Герберт своєю творчістю сприяв розвиткові австралійського реалістичного соціального роману. Так, у романі «Капрікорнія» (1938) змалював тяжке становище аборигенів, їхні складні стосунки з білими австралійцями. В соціально-психологічному романі «Жінки солдатів» (1961) розкрив психологію взаємовідносин людей під час війни, в трилогії «Бідолаха моя країна» (1975) відтворив життя і проблеми Північної Австралії. Також автор збірок оповідань «Більше, ніж життя» (1963), автобіографії «Бешкетник» (1963).
Опубліковані твори
- Capricornia, 1938;
- Seven Emus, 1959;
- Soldiers' Women, 1961;
- Disturbing Element, 1963 - автобіографія;
- Larger than Life, 1963 - збірка оповідань;
- Poor Fellow My Country, 1975 - премія Майлза Франкліна 1975 року;
- South of Capricornia, 1990 - збірка оповідань (упорядник Russel McDougal);
- Xavier Herbert, 1992 - збірка оповідань (упорядники Frances de Groen і Peter Pierce);
- Xavier Herbert Letters, 2002 - By Xavier Herbert, Frances De Groen, Laurie Hergenhan (University of Queensland Press, Queensland, Australia, 2002) ISBN 0-7022-3309-9, 9780702233098, 490 с.;
- Letters from Xavier Herbert, 1983 - NLA MS 9116, By Peggy Hayes.

Окремі оповідання К. Герберта перекладені іноземними мовами, зокрема російською.

## Факти з життя і творчості
- Письменник не раз засмучував і розчаровував власних біографів та журналістів, розповідаючи небилиці про власне життя і особисте минуле.
- В особистому житті Ксав'є Герберт був радше важким, і його дружина Седі (Sadie) навіть казала, що в неї вибір між тим, щоб завести дітей і тим, щоб доглядати за Ксав'є.
- Роман Герберта «Бідолаха моя країна» (Poor Fellow My Country, 1975) вважається найобсяжнішим за розміром у австралійській літературі.